# Patrick Zard
Patrick Zard est un acteur français, né le 23 mars 1957 à Meknès[réf. nécessaire].

## Biographie
Il utilise également comme nom de scène Patrick Nardon-Zard.

## Filmographie

### Cinéma
- 1980 : Les Sous-doués de Claude Zidi : Zard (non crédité)
- 1980 : Inspecteur la Bavure de Claude Zidi : Luis
- 1982 : Les Sous-doués en vacances de Claude Zidi : Zard
- 1989 : Feu sur le candidat de Agnès Delarive : Le concierge de l'hôtel
- 1991 : Elle préfère l'appeler Bob de Pierre-François Bertrand
- 1993 : Cible émouvante de Pierre Salvadori : Le réceptionniste
- 1994 : Priez pour nous de Jean-Pierre Vergne : Le payeur des allocations
- 1995 : Les Anges gardiens de Jean-Marie Poiré : Le gendarme de l'aéroport de Roissy
- 1999 : Le Derrière de Valérie Lemercier : Philippe (crédité Patrick Zard')
- 2000 : Sur un air d'autoroute de Thierry Boscheron : Compagnon Obezine 1
- 2000 : La Vache et le Président de Philippe Muyl : L'inspecteur vétérinaire
- 2003 : Sept ans de mariage de Didier Bourdon : Monsieur Villiers
- 2004 : L'Équipier de Philippe Lioret : L'acheteur
- 2004 : For intérieur de Patrick Poubel (Court-métrage) : Le curé
- 2005 : Un vrai bonheur, le film de Didier Caron : Jean
- 2009 : Le Concert de Radu Mihaileanu : Le réceptionniste hôtel
- 2014 : Magic in the Moonlight de Woody Allen : Un reporter

### Télévision
- 1987 : Maguy (Série TV), épisode Surprise-patrie : Le lieutenant
- 1989 : Les jupons de la révolution (Série TV) : Colleville
- 1990 : Deux maîtres à la maison (Série TV) : Alain
- 1995 : Les gagneurs (Téléfilm) : Lucien
- 1997 : Mira la magnifique (Téléfilm) : Koldu
- 1998 : Un taxi dans la nuit de Alain-Michel Blanc (Téléfilm) : Le chef d'atelier
- 1998 : Dossier: disparus (Série TV) : Flobert
- 1998-1999 : Le Refuge (Série TV) : Louis
- 1999 : Mélissol (Série TV) : Le professeur Lebrun
- 1999 : Un homme en colère (Téléfilm) : Le président
- 2003 : Boulevard du Palais (Série TV) : Michel
- 2005 : Commissaire Moulin (Série TV) : De Villedieu
- 2006 : Le Grand Charles de Bernard Stora (Série TV) : Alain de Boissieu
- 2006 : Capitaine Casta: Amélie a disparu de Joyce Buñuel (Téléfilm) : Un cafetier
- 2006 : Homicides (Série TV) : Guy Bertrand-Latour
- 2007 : Père et Maire (Série TV) : Le Procureur
- 2009 : R.I.S. Police scientifique (Série TV) : Denis
- 2009 : Un viol de Marion Sarraut (Téléfilm) : Laurent Herzberg
- 2009 et 2012 : Joséphine, ange gardien (Série TV) : Le notaire / Le directeur de la banque
- 2010 : Délit de fuites (Téléfilm) : Jacques Leroy
- 2016 : Lebowitz contre Lebowitz (Série TV) : Fabien Delafosse
- 2018 : Hippocrate (Saison 1) : Père Redon

## Théâtre
- 1989 : Les Palmes de monsieur Schutz de Jean-Noël Fenwick, mise en scène Gérard Caillaud, Théâtre des Mathurins
- 1993 : Les Palmes de monsieur Schutz de Jean-Noël Fenwick, mise en scène Gérard Caillaud, Théâtre de la Michodière
- 2002 : Un vrai bonheur de Didier Caron, mise en scène de l'auteur, Théâtre Fontaine
- 2006 : Délit de fuites de Jean-Claude Islert, mise en scène Jean-Luc Moreau, Théâtre de la Michodière
- 2010 : Tout le plaisir est pour nous de Sébastien Castro d'après Ray Cooney et John Chapman, mise en scène Rodolphe Sand, Palais des Glaces
- 2010 : Le Gai mariage de Gérard Bitton et Michel Munz, mise en scène José Paul, Agnès Boury, Théâtre des Nouveautés
- 2014 : Le Dîner de cons de Francis Veber, mise en scène Agnès Boury, Théâtre de la Michodière
- 2015 : Les Ambitieux de Jean-Pierre About, mise en scène Thomas Le Douarec, Le Splendid
- 2017 : Les Choristes spectacle musical de Christophe Barratier, mise en scène de l'auteur, Théâtre des Folies Bergère, en tournée
- 2020 : Betty's family d'Isabelle Rougerie, Fabrice Blind, mise en scène Stéphane Bierry,  Théâtre La Bruyère
- 2024 : Nais de Marcel Pagnol, mise en scène Thierry Harcourt, théâtre du Lucernaire et festival off d'Avignon
- 2025 : Belles de scène de Jeffrey Hatcher, mise en scène Stéphane Cottin, théâtre des Gémeaux Parisiens

## Doublage

### Cinéma

#### Films
- 2010 : Stone : Mitch Warden (Peter Lewis)
- 2013 : Trance : Francis Lemaitre (Mark Poltimore)